# Гимн Узбекистана
Государственный гимн Республики Узбекистан (узб. Oʻzbekiston Respublikasi davlat madhiyasi / Ўзбекистон Республикаси давлат мадҳияси) — один из официальных государственных символов (наряду с флагом и гербом) Республики Узбекистан. Утверждён 10 декабря 1992 года законом «О Государственном гимне Республики Узбекистан» постановлением Верховного Совета Республики Узбекистан, на 11-й сессии Верховного Совета Республики Узбекистан.
Были предложены несколько вариантов нового гимна государства, но в конечном итоге предпочтение было отдано нынешнему гимну, автором слов которого является известный узбекский поэт — Абдулла Арипов (1941—2016), который написал слова гимна в том же 1992 году. При этом, в качестве музыки гимна была оставлена музыка гимна Узбекской ССР, которую в 1947 году написал известный советский и узбекский композитор — Муталь (Мутаваккиль) Музаинович Бурханов (1916—2002). Таким образом, в гимне независимого Узбекистана используется музыка из гимна Узбекской ССР. Узбекистан является одним из трёх бывших советских государств, наряду с Белоруссией (Гимн Республики Беларусь) и Таджикистаном (Гимн Таджикистана), которые используют для современного гимна музыку своего советского гимна. Остальные бывшие советские республики приняли в качестве музыки своего нового гимна другие мелодии (включая Россию, которая с декабря 2000 года использует для своего гимна мелодию гимна СССР).
В 2019 году узбекский писатель Ораз Абдуразаков перевёл слова гимна на русский язык. Особенностью предложенного Абдуразаковым текста является его полное соответствие мелодии Мутала Бурханова. Ранее поэтических переводов Государственного гимна Республики Узбекистан на другие языки не существовало. В своём выступлении 14 апреля 2020 года, посвященном мерам борьбы с эпидемией COVID-19, Президент Узбекистана Шавкат Мирзиёев, говоря о сплочении нации, процитировал перевод Ораза Абдуразакова, сказав: "В Государственном гимне есть такие глубокомысленные строки: "Предков мощь, слава их навсегда с тобой! Дух великих людей нам по праву дан".
Первым исполнителем и эталоном исполнения государственного гимна Республики Узбекистан официально принято считать Национальный симфонический оркестр Узбекистана. В июле 2006 года гимн был перезаписан для исполнения в записи на государственных мероприятиях, на радио и телевидении и так далее в четырёх вариантах: «Строгом», «Обычном», «Молодёжном» и «Без слов».

## Текст гимна

### Текст гимна на узбекском языке
| Латиница | Кириллица | МФА |
| --- | --- | --- |
| Serquyosh, hur oʻlkam, elga baxt, najot, Sen oʻzing doʻstlarga yoʻldosh, mehribon, mehribon! Yashnagay to abad ilmu fan, ijod, Shuhrating porlasin toki bor jahon! Naqarot: Oltin bu vodiylar — jon Oʻzbekiston, Ajdodlar mardona ruhi senga yor! Ulugʻ xalq qudrati joʻsh urgan zamon, Olamni mahliyo aylagan diyor! Bagʻri keng oʻzbekning oʻchmas iymoni, Erkin, yosh avlodlar senga zoʻr qanot, zoʻr qanot! Istiqlol mashʼali, tinchlik posboni, Haqsevar, ona yurt, mangu boʻl obod! Naqarot | Серқуёш, ҳур ўлкам, элга бахт, нажот, Сен ўзинг дўстларга йўлдош, меҳрибон, меҳрибон! Яшнагай то абад илму фан, ижод, Шуҳратинг порласин токи бор жаҳон! Нақарот: Олтин бу водийлар — жон Ўзбекистон, Аждодлар мардона руҳи сенга ёр! Улуғ халқ қудрати жўш урган замон, Оламни маҳлиё айлаган диёр! Бағри кенг ўзбекнинг ўчмас иймони, Эркин, ёш авлодлар сенга зўр қанот, зўр қанот! Истиқлол машъали, тинчлик посбони, Ҳақсевар, она юрт, мангу бўл обод! Нақарот | [seɾ.qu.ˈjɒʃ ǀ huɾ ɵl.ˈcʰam ǀ el.ˈɟa ǀ baχt na.ˈd͡ʒɒt ǀ] [sen ɵ.ˈziŋ dɵst.laɾ.ˈɟa jɵl.ˈdɒʃ ǀ meh.ɾɯ.ˈbɒn ǀ meh.ɾɯ.ˈbɒn ‖] [jaʃ.na.ˈɟaj tʰɒ a.ˈbat il.ˈmu ɸan i.ˈd͡ʒɒt ǀ] [ʃuh.ɾa.ˈtʰiŋ pʰɒɾ.la.ˈsɯn tʰɒ.ˈkʰi bɒɾ d͡ʒa.ˈhɒn ‖] [na.qa.ˈɾɒt] [ɒl.ˈtʰɯn bu ʋɒ.di.ˈlaɾ ǀ d͡ʒɒn ɵz.be.kʰis.ˈtʰɒn ǀ] [aʒ.dɒd.ˈlaɾ maɾ.dɒ.ˈna ɾu.ˈhɯ seɲ.ˈɟa jɒɾ ‖] [u.ˈluʁ χalq qud.ɾa.ˈtʰɯ d͡ʒɵʃ uɾ.ˈɟan za.ˈmɒn ǀ] [ɒ.lam.ˈnɯ mah.li.ˈjɒ aj.la.ˈɟan ǀ di.ˈjɒɾ ‖] [baʁ.ˈɾɯ kʰeŋ ǀ ɵz.bek.ˈniŋ \| ɵt͡ʃ.ˈmas ǀ i.mɒ.ˈnɯ ǀ] [eɾ.ˈkʰin jɒʃ aʋ.lɒd.ˈlaɾ seɲ.ˈɟa ǀ zɵɾ qa.ˈnɒt ǀ zɵɾ qa.ˈnɒt ‖] [ɯs.tʰɯq.ˈlɒl maʃ.ʔa.ˈli tʰint͡ʃ.ˈlik pʰɒs.bɒ.ˈnɯ ǀ] [haq.se.ˈʋaɾ ɒ.ˈna juɾt ǀ maɲ.ˈɟu bɵl ɒ.ˈbɒt ‖] [na.qa.ˈɾɒt] |

### Русский текст
Светлый край свободный, общий наш успех, 

Ты спасительный друг и спутник, милосерден для всех! 

Созидания путь, мудрости оплот, 

Славой ты воссияй, пока мир живёт!

Припев:

Злато долин – родной мой Узбекистан,

Предков мощь, слава их навсегда с тобой!

Дух великих людей нам по праву дан,

Очарован весь свет этою землёй!

Веры жив твой светоч, щедрый мой народ.

Молодых поколений воля, как крыло, нас несёт! 

Независимый край, мирная стезя, 

Правдой ты расцветай, родина моя!

Припев

## Обязательное исполнение
В соответствии с законом Республики Узбекистан «О государственном гимне Республики Узбекистан», гимн обязательно исполняется:
- При вступлении в должность Президента Республики Узбекистан — после принесения им присяги;
- При открытии и закрытии сессий Законодательной палаты Олий Мажлиса Республики Узбекистан и пленарных заседаний Сената Олий Мажлиса Республики Узбекистан;
- При открытии торжественных собраний и заседаний, посвященных отмечаемым в Республике Узбекистан общенациональным праздникам;
- Государственными телевизионными и радиовещательными компаниями ежедневно — перед началом и по окончании вещания, а при круглосуточном вещании — в 6 часов и в 24 часа, в новогоднюю ночь — в 24 часа;
- При открытии памятников, а также монументов, обелисков и других сооружений в ознаменование важнейших исторических событий в жизни республики, в честь выдающихся политических, государственных, военных деятелей, народных героев, деятелей науки, литературы и искусства;
- При поднятии Государственного флага Республики Узбекистан во время церемоний и других торжественных мероприятий, проводимых государственными органами, иными организациями;
- При встрече и проводах посещающих Республику Узбекистан с официальным визитом глав государств и правительств иностранных государств — после исполнения государственного гимна соответствующего иностранного государства;
- Во время проведения воинских ритуалов — в соответствии с общевоинскими уставами Вооруженных Сил Республики Узбекистан;
- В образовательных учреждениях общего среднего, среднего специального, профессионального и высшего образования — при церемониях открытия нового учебного года и окончания учебного года;
- На спортивных аренах — во время проведения чемпионатов Республики Узбекистан, международных спортивных соревнований с участием национальных сборных и во время церемониалов по случаю награждения победителей международных спортивных соревнований, представляющих спортивные сборные Республики Узбекистан.

При публичном исполнении государственного гимна Республики Узбекистан присутствующие выслушивают гимн стоя и прикладывают ладонь правой руки к левой стороне груди, а состоящие на военной или другой государственной службе лица в форменной одежде прикладывают правую руку к головному убору.